# The 7th Saga
The 7th Saga é um jogo de videogame do gênero de RPG para SNES lançado em 1993 pela Enix, seguindo o estilo de Final Fantasy.
O jogo se passa em um mundo de fantasia medieval, onde você pode escolher 7 personagens para começar o game: Humano, Elfo, Robô, Demônio, Alien, Dwarf e Bruxo, que possuem equipamentos e habilidades distintas.
Nas aventuras do game você tem que descobrir as 7 pedras sagradas(Runas) as quais dão poderes inimagináveis aos seus proprietários.
O jogador escolhe um dos 7 personagens jogáveis, todos eles embarcam separados em uma busca para localizar sete runas mágicas.À medida que o jogador progride através do jogo de uma cidade para a outra, ele vai encontrar os outros seis personagens em várias ocasiões.
O jogador pode fazer parceria com um dos outros personagens jogáveis para lutar como um time, e eles também podem lutar contra os outros personagens jogáveis pelas runas.
Inovações únicas notáveis incluem o uso de uma bola de cristal "radar" que permite aos jogadores ver inimigos se aproximando, seu personagem em masmorras, e no mundo superior. Isso significa que o combate não é totalmente aleatório, como os jogadores podem, teoricamente, evitar inimigos (embora inimigos movem-se muito rapidamente e de forma aleatória, tornando o combate difícil evitar). O jogo também usa o modo 7 efeitos gráficos para criar a transição entre a tela exploração e tela de batalha.
O jogo é particularmente conhecido por sua dificuldade implacável devido a equilibrar as alterações feitas na sua localização; inimigos com estatísticas muito mais elevados, e o status jogador foram reduzidos (os outros personagens jogáveis retem os originais aumentos de stat, então eles vão sempre ultrapassá-lo como você em níveis).

## Gameplay
Há três modos de jogo: área segura, área infestada de inimigos, e em batalha.
Quando os personagens estão em uma área segura, geralmente em uma cidade, eles podem andar por aí, aonde querem. O jogador pode conversar com personagens não-jogadores, comprar e vender itens, procurar por itens escondidos, e descansar em uma pousada. Além disso, o personagem principal pode duelar com outros personagens, ou mesmo convencer um para ajudar na busca as runes. 
 Quando o jogador está em uma área infestada de inimigos, o item Magic Crystal no canto superior esquerdo aparece. Esse cristal mostra o jogador no centro, e as localizações relativas de inimigos próximos, cidades, masmorras, e runas. Se um ponto branco atinge o centro, ou seja, a localização dos personagens principais, a batalha vai acontecer. O jogador deve se movimentar rapidamente enquanto tenta encontrar o caminho, uma vez que os inimigos estão sempre se aproximando.
Batalhas no jogo são transformados à base. Quando o jogador estiver no campo de batalha, a perspectiva mostra o jogador e aliado, se houver, por trás olhando para 1-3 inimigos. Jogadores em seguida, selecionam uma ação e se revezam com o inimigo e aliado. O objetivo é matar o inimigo e não morrer no processo. O jogador pode atacar, defender, lançar um feitiço, usar um item, ou correr. Se o jogador ganhar, seus / suas personagens ganham pontos de experiência, ouro e, ocasionalmente itens. Se ele perder, a metade de sua / seu dinheiro cairá. Se o jogador perde para um dos outros personagens principais, seu / sua runa será tomada por esse personagem.

## História
O jogo tem lugar em um mundo chamado Ticondera. 5000 anos atrás, um ser divino chamado Saro derrotado uma entidade do mal chamada Gorsia com o poder de sete runas. Nos anos desde então, as runas foram espalhadas por todo o globo. Lemele, filho de Saro, nasceu 100 anos antes do início do jogo, e se tornou um herói, quando ele derrotou o demônio Gariso. Agora 100 anos depois, Lemele tornou-se o governante benevolente e mais poderoso do mundo.
Os sete personagens são recrutados de vários estilos de vida e os cantos do globo pelo Rei Lemele. Após 5 anos de treinamento em seu palácio, Lemele despacha seus sete aprendizes em uma busca pela as sete runes. Cada rune possui um grande poder que pode ser usado pela pessoa que a possuir. Aquele que tiver todas as sete runes vai se tornar o herdeiro de Lemele. Para encontrar as runas, o rei dá a cada personagem uma bola de cristal para ajudá-los em sua busca. 
Recuperar as runes significa confrontar os vários tiranos poderosos que as têm em sua posse, incluindo assistentes, reis e dragões. Os aprendizes também estão sendo caçados por um caçador de recompensas chamado Pison, que foi contratado por um dos aprendizes de eliminar o resto (a identidade do aprendiz "traidor" é ao acaso, com cada novo jogo). 
Depois de derrotar um Gariso ressuscitou e recolher todas as sete runas, o jogador é confrontado por Lemele, que revela que ele é, na verdade Gorsia. Gorsia viajou para o presente a partir de 5000 anos no passado, matou Lemele e assumiu sua identidade, então recrutou os sete aprendizes para localizar as runas para ele. O poder cada runa contém na verdade é uma parte presa do poder de Gorsia. Gorsia destrói as runas, re-absorve seu poder perdido, e atira um raio no jogando ,enviando-o para um mundo desconhecido estranho que acaba por ser Ticondera 5000 anos no passado. 
Depois de passar por várias cidades, o jogador eventualmente acaba na cidade tecnologicamente avançada de Melenam, que foi originalmente explorado como ruínas pelo jogador no início do jogo. Melenam é revelado para ser a origem dos robôs Tetsujin, e os jogadores testemunha a destruição da cidade nas mãos de um ladino super-Tetsujin criado por cientistas da cidade para fins de combate Gorsia. 
O jogador acaba aprendendo que, embora Saro tinha recentemente derrotado Gorsia, Gorsia voltou do futuro e fatalmente ferido Saro. Os discípulos de Saro dar ao jogador as sete runas, que o jogador usa para selar os poderes de Gorsia e, eventualmente, derrotar o ser maligno. 
O Gorsia morrendo mata o jogador em um último ato de vingança, mas 4.900 anos mais tarde Saro reencarna alma do jogador como um bebê e o filho de Saro: ninguém menos que Lemele.

## Personagens

### Wilme Pelin (Alien);
Um estrangeiro com um corpo de fogo. Arrogante e agressivo, ele parece querer as runas para o poder e para provar sua superioridade. Ele é forte e tem o maior HP dos sete, mas sofre de um conjunto fixo de equipamentos, e uma baixa classificação Mágica faz sua magia de fogo para ser completamente impotente.

### Lux Tizer (Tetujin);
Um robô de 5000 anos de idade, criado por uma civilização extinta. Lux é educado, lógico e curioso. Ele procura as runas na esperança de que a sua alimentação pode ajudá-lo a desvendar os segredos da origem dos Tetujin. Lux é fisicamente muito poderoso, especialmente na defesa, mas tem uma má seleção de (laser e trovão) magias e equipamentos mágicos, embora ele é o único que pode usar essas magias. Junto com Esuna, Lux nunca pode ser o aprendiz "traidor".

### Olvan Jaess (Anão);
Um extremamente velho guerreiro anão, com uma personalidade agradável. Ele junta-se à procura das runas na esperança de que ele possa restaurar sua juventude. Estatisticamente, ele é semelhante a Kamil, mas com mais HP e Defesa, e menos MP e velocidade, e algumas diferenças na seleção de equipamentos / feitiço.

### Kamil Dowonna (Humano);
Kamil Dowonna (Humano): Um cavaleiro humano. O personagem mais médiano, bem-arredondado, Kamil tem acesso a uma grande variedade de equipamentos e pode lançar tanto a magia ofensiva e defensiva. Ele usa uma armadura azul e o manual de instruções diz que ele está melhor emparelhado com um aliado mais forte.

### Lejes Rimul(Demônio);
Um demônio sedento de poder.Manipulador e assumidamente mal, Lejes quer o poder das runas, a fim de dominar o mundo. Lejes equipa armas muito fortes e, eventualmente, aprende todas as magias de ataque único (exceto a Laser Lux exclusiva e magias de trovão), mas sua seleção de armaduras é muito pobre, e suas magias de ataque batem com menos força do que Esuna. Lejes nunca aprende qualquer magia de cura.

### Valsu Sizer (Humano);
Um clérigo idoso que tem dedicado sua vida à causa do bem, Valsu deseja usar as runas para trazer paz e prosperidade para o mundo. Ele tem excelentes magias de cura e um poderoso feitiço de gelo, mas não tem habilidade em combate físico.

### Esuna Busy(Elfa)
Uma usuária de magia, e a única personagem feminina do jogo.
Esuna parece considerar a busca pelas runas como uma espécie de diversão e aventura. Ela começa o jogo arrogante e obstinada, mas torna-se mais incerta e menos confiante como a história avança. Ela tem potêncial para Magias extremamente altas, velocidade e pode usar os dois tipos de magia, mas suas magias de ataque são exclusivamente de Gelo, e ela é fisicamente muito fraca. Como Lux, Esuna também não pode ser o aprendiz "traidor".